# Amandine Cuasnet
Amandine Cuasnet, née le 24 mai 1991, est une joueuse française de hockey sur glace.

## Carrière professionnelle
Amandine Cuansnet est membre de l'équipe des Corsaires de Dunkerque et de l'équipe de France de hockey sur glace, entraînée par Christine Duchamp.
Elle joue au poste d'attaquante dans l'équipe de France lors du Championnat du monde féminin 2019.